# Jos Wijninckx
Jozef Constant Jeanne Wijninckx (né à Deurne le 26 juin 1931, mort à Baelen le 27 février 2009) était un homme politique socialiste belge.
Wijninckx était assistant social et actif chez les Jeunes socialistes. Il fut conseiller communal (1964-1994) et échevin (1964-1982) à Hoboken et à Anvers, et président du conseil de district (1983-1989) d'Hoboken. Il fut également sénateur (1971-1990) et ministre des Pensions de 1977 à 1979, poste auquel il succéda à Marcel Plasman (PSC), et qui fut ensuite repris par Alfred Califice (PSC).
Il présida la commission sénatoriale qui porte son nom du 19 juin 1980 au 10 juillet 1981. Cette Commission Wijninckx enquêta sur d'éventuels abus de pouvoir et conflits d'intérêts, et sur des pratiques criminelles et attentatoires à l'État de la part de la gendarmerie. Bien que cette commission n'ait pas enregistré de résultats concrets, son approche approfondie, avec mise en œuvre de tous les privilèges et moyens qui étaient dévolus au Sénat, en fit un modèle pour la façon d'opérer de commissions parlementaires ultérieures, comme les deux sur les Bandes (Tueurs du Brabant) ainsi que la Commission Dutroux.
Wijninckx se trouva une ultime fois sous les feux des projecteurs quand, avec Andries Kindsbergen, il fit office de formateur pour le Collège anversois des bourgmestre et échevins en 2000.
Wijninckx était un franc-maçon appartenant à la loge « Les Élèves de Themis », une loge anversoise du Grand Orient de Belgique.

## Sources
1. ↑  dans les gouvernements 	Tindemans III et Vanden Boeynants II
2. ↑  (nl) Andries Van den Abeele, Les enfants d'Hiram. Francs-maçons et franc-maçonnerie, Bruxelles, 1992,  (ISBN 905466011-2)

- Ressource relative à la vie publique :   - Parlement flamand

- (nl) Cet article est partiellement ou en totalité issu de l’article de Wikipédia en néerlandais intitulé « Jos Wijninckx » (voir la liste des auteurs).